# Diecezja Ragusa
Diecezja Ragusa (łac. Dioecesis Ragusiensis, wł. Diocesi di Ragusa) – rzymskokatolicka diecezja ze stolicą w Ragusie we Włoszech. Biskup Ragusy jest sufraganem arcybiskupa Syrakuz. Należy do regionu kościelnego Sycylia.
W 2010 na terenie diecezji pracowało 45 zakonników i 236 sióstr zakonnych.

## Historia
6 maja 1950 papież Pius XII bullą Ad dominicum gregem zmienił nazwę archidiecezji Syrakuz na archidiecezja Ragusy i Syrakuz. Biskup pomocniczy tego arcybiskupstwa rezydował w Ragusie.
1 października 1955 papież Pius XII bullą Quamquam est christianae erygował osobną diecezję Ragusy.

## Biskupi Ragusy

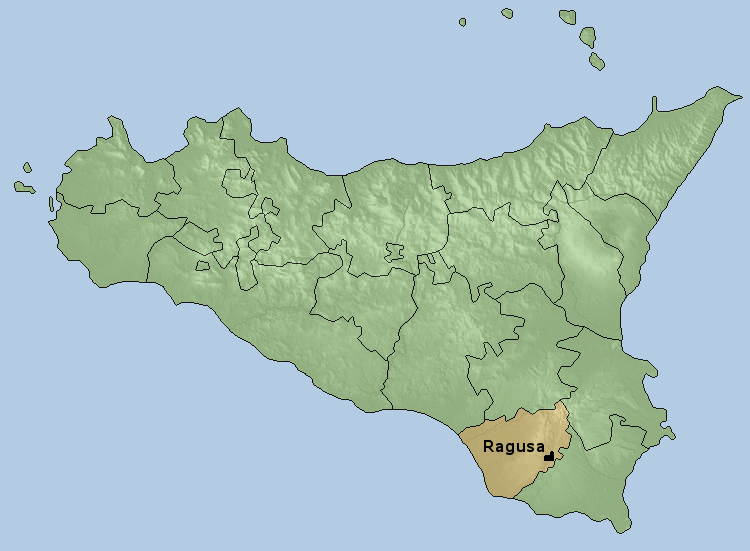
Diecezja Ragusa

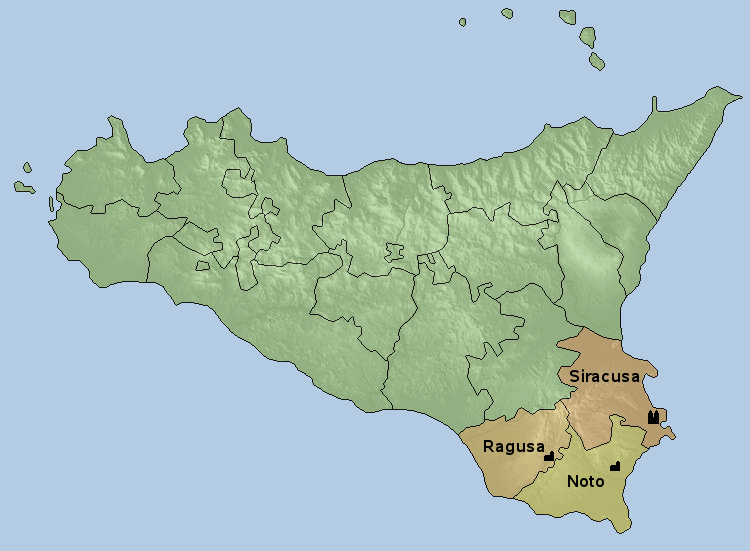
Metropolia Syrakuz

- Francesco Pennisi (1955 - 1974)
- Angelo Rizzo (1974 - 2002)
- Paolo Urso (2002 - 2015)
- Carmelo Cuttitta (2015 - 2020)
- Giuseppe La Placa (od 2021)